# Canada '67
Pour plus de détails, voir Fiche technique et Distribution.
Canada '67 est un film documentaire produit par Walt Disney Productions pour être diffusé dans le pavillon du téléphone de l’Exposition universelle de 1967,.

## Synopsis
D'après le guide officiel Expo 67 : 
« Vous êtes au milieu d'une parade de la Gendarmerie royale du Canada… d'une patinoire de hockey… sur le circuit d'un rodéo ! CIRCLE-VISION 360 vous entoure avec tout le plaisir et l'excitation des évènements les plus passionnants et des plus beaux paysages panoramiques du Canada. Ensuite emmenez vos enfants à la Forêt enchantée… voir les impressionnants services de télécommunication du futur… tout cela dans le Pavillon du téléphone ! ».
Le visiteur peut admirer entre autres les chutes du Niagara, la police montée canadienne et un spectacle de rodéo du Calgary Stampede.

## Fiche technique
- Titre : Canada '67
- Type : Circle-Vision 360°
- Ouverture[3] : 28 avril 1967
- Fermeture[3] : 27 octobre 1967
- Conception : Walt Disney Imagineering[3], Walt Disney Productions[2]
- Lieu : Pavillon de l'Association de téléphonie du Canada, Expo 67, Montréal. Pendant quelques étés, après 1967, le film continue d'être présenté dans le même pavillon, dans le cadre de « Terre des Hommes », sous les auspices de la Ville de Montréal. Le pavillon est finalement détruit à la fin des années 1970.
- Nom de l'attraction : Canada '67
- Durée[2] : 18 min
- Format : couleur
- Partenaire : The Telephone Association of Canada

## Commentaire
Le pavillon du Téléphone, hébergeant l'attraction, de forme rectangulaire surmonté par un anneau était situé à mi-chemin entre le lac des cygnes et le complexe aquatique de l’île Sainte-Hélène (approximativement à ces coordonnées 45° 30′ 37″ N, 73° 32′ 02″ O).
Un film similaire, O Canada!, est tourné en 1979 puis présenté au sein du pavillon canadien d'Epcot à partir de 1982.